# Plymnäshornsfågel
Plymnäshornsfågel (Anorrhinus galeritus) är en fågel i familjen näshornsfåglar inom ordningen härfåglar och näshornsfåglar.

## Utseende och läte
Plymnäshornsfågeln är en medelstor näshornsfågel med mörkbrun fjäderdräkt och brett svartspetsad gråbrun stjärt. Den har bar blå hud runt ögat och på strupen. Hanen har svart näbb med en liten kask ovanpå, medan honans näbb är mestadels gul. Från flockar hörs en vittljudande kör av ljusa stigande och kluckande ljud.

## Utbredning och systematik
Fågeln förekommer i södra Myanmar, på Malackahalvön, Sumatra, Borneo och ön Pinang. Den behandlas som monotypisk, det vill säga att den inte delas in i några underarter.

## Status och hot
Plymnäshornsfågeln har ett stort utbredningsområde, men tros minska i antal på grund av skogsavverkning i dess levnadsmiljö. Internationella naturvårdsunionen IUCN kategoriserar den som nära hotad.